# Norra Tjusts härads valkrets
Norra Tjusts härads valkrets var under perioden 1866–1911 en av de åtta enmandatsvalkretsarna för landsbygden i Kalmar län vid val till andra kammaren i den svenska riksdagen. Från och med valet 1911 kom valkretsområdet att tillhöra Kalmar läns norra valkrets.

## Riksdagsmän
- Gustaf de Maré (1867–1868)
- Thure Ekenstam, lmp (1869–1872)
- Jonas Petter Nilsson, lmp 1873–1887, nya lmp 1888–1894, lmp 1895–1899 (1873–1899)
- Sven Magnus Petersson, lmp (1900–1908)
- Sigurd Carlsson, lmp (1909–1911)

## Valresultat

### 1896
| Andrakammarvalet i Sverige 1896: Norra Tjusts härads valkrets | Andrakammarvalet i Sverige 1896: Norra Tjusts härads valkrets | Andrakammarvalet i Sverige 1896: Norra Tjusts härads valkrets | Andrakammarvalet i Sverige 1896: Norra Tjusts härads valkrets | Andrakammarvalet i Sverige 1896: Norra Tjusts härads valkrets |
| Kandidat                                                      | Kandidat                                                      | Röster                                                        | Röster                                                        | Röster                                                        |
| Kandidat                                                      | Kandidat                                                      | Antal                                                         | %                                                             | +− %                                                          |
| ------------------------------------------------------------- | ------------------------------------------------------------- | ------------------------------------------------------------- | ------------------------------------------------------------- | ------------------------------------------------------------- |
|                                                               | Jonas Petter Nilsson                                          | 128                                                           | 42,5                                                          |                                                               |
|                                                               | Adolf Kernell i Bellsjö                                       | 100                                                           | 33,2                                                          |                                                               |
|                                                               | Övriga kandidater                                             | 73                                                            | 24,3                                                          | —                                                             |
| Antal giltiga röster                                          | Antal giltiga röster                                          | 301                                                           |                                                               |                                                               |
| Kasserade röster                                              | Kasserade röster                                              | 2                                                             |                                                               |                                                               |
| Totalt                                                        | Totalt                                                        | 303                                                           |                                                               |                                                               |

Valdeltagandet var 36,3%.

### 1899
| Andrakammarvalet i Sverige 1899: Norra Tjusts härads valkrets | Andrakammarvalet i Sverige 1899: Norra Tjusts härads valkrets | Andrakammarvalet i Sverige 1899: Norra Tjusts härads valkrets | Andrakammarvalet i Sverige 1899: Norra Tjusts härads valkrets | Andrakammarvalet i Sverige 1899: Norra Tjusts härads valkrets |
| Kandidat                                                      | Kandidat                                                      | Röster                                                        | Röster                                                        | Röster                                                        |
| Kandidat                                                      | Kandidat                                                      | Antal                                                         | %                                                             | +− %                                                          |
| ------------------------------------------------------------- | ------------------------------------------------------------- | ------------------------------------------------------------- | ------------------------------------------------------------- | ------------------------------------------------------------- |
|                                                               | Sven Magnus Petersson                                         | 242                                                           | 54,5                                                          |                                                               |
|                                                               | C.J. Petersson i Emtöholm                                     | 184                                                           | 41,4                                                          |                                                               |
|                                                               | Övriga kandidater                                             | 18                                                            | 4,1                                                           | —                                                             |
| Antal giltiga röster                                          | Antal giltiga röster                                          | 444                                                           |                                                               |                                                               |
| Kasserade röster                                              | Kasserade röster                                              | 1                                                             |                                                               |                                                               |
| Totalt                                                        | Totalt                                                        | 445                                                           |                                                               |                                                               |

Valet ägde rum den 27 augusti 1899. Valdeltagandet var 49,4%.

### 1902
| Andrakammarvalet i Sverige 1902: Norra Tjusts härads valkrets | Andrakammarvalet i Sverige 1902: Norra Tjusts härads valkrets | Andrakammarvalet i Sverige 1902: Norra Tjusts härads valkrets | Andrakammarvalet i Sverige 1902: Norra Tjusts härads valkrets | Andrakammarvalet i Sverige 1902: Norra Tjusts härads valkrets |
| Kandidat                                                      | Kandidat                                                      | Röster                                                        | Röster                                                        | Röster                                                        |
| Kandidat                                                      | Kandidat                                                      | Antal                                                         | %                                                             | +− %                                                          |
| ------------------------------------------------------------- | ------------------------------------------------------------- | ------------------------------------------------------------- | ------------------------------------------------------------- | ------------------------------------------------------------- |
|                                                               | Sven Magnus Petersson                                         | 211                                                           | 92,1                                                          | ▲37,6%                                                        |
|                                                               | Närmaste kandidat                                             | 7                                                             | 3,1                                                           |                                                               |
|                                                               | Övriga kandidater                                             | 11                                                            | 4,8                                                           | —                                                             |
| Antal giltiga röster                                          | Antal giltiga röster                                          | 229                                                           |                                                               |                                                               |
| Kasserade röster                                              | Kasserade röster                                              | 2                                                             |                                                               |                                                               |
| Totalt                                                        | Totalt                                                        | 231                                                           |                                                               |                                                               |

Valet ägde rum den 14 september 1902. Valdeltagandet var 25,0%.

### 1905
| Andrakammarvalet i Sverige 1905: Norra Tjusts härads valkrets | Andrakammarvalet i Sverige 1905: Norra Tjusts härads valkrets | Andrakammarvalet i Sverige 1905: Norra Tjusts härads valkrets | Andrakammarvalet i Sverige 1905: Norra Tjusts härads valkrets | Andrakammarvalet i Sverige 1905: Norra Tjusts härads valkrets |
| Kandidat                                                      | Kandidat                                                      | Röster                                                        | Röster                                                        | Röster                                                        |
| Kandidat                                                      | Kandidat                                                      | Antal                                                         | %                                                             | +− %                                                          |
| ------------------------------------------------------------- | ------------------------------------------------------------- | ------------------------------------------------------------- | ------------------------------------------------------------- | ------------------------------------------------------------- |
|                                                               | Sven Magnus Petersson                                         | 316                                                           | 59,8                                                          | ▼32,3%                                                        |
|                                                               | P. Morsing                                                    | 180                                                           | 34,1                                                          |                                                               |
|                                                               | Övriga kandidater                                             | 32                                                            | 6,1                                                           | —                                                             |
| Antal giltiga röster                                          | Antal giltiga röster                                          | 528                                                           |                                                               |                                                               |
| Kasserade röster                                              | Kasserade röster                                              | 3                                                             |                                                               |                                                               |
| Totalt                                                        | Totalt                                                        | 531                                                           |                                                               |                                                               |

Valet ägde rum den 10 september 1905. Valdeltagandet var 55,4%.

### 1908
| Andrakammarvalet i Sverige 1908: Norra Tjusts härads valkrets | Andrakammarvalet i Sverige 1908: Norra Tjusts härads valkrets | Andrakammarvalet i Sverige 1908: Norra Tjusts härads valkrets | Andrakammarvalet i Sverige 1908: Norra Tjusts härads valkrets | Andrakammarvalet i Sverige 1908: Norra Tjusts härads valkrets |
| Kandidat                                                      | Kandidat                                                      | Röster                                                        | Röster                                                        | Röster                                                        |
| Kandidat                                                      | Kandidat                                                      | Antal                                                         | %                                                             | +− %                                                          |
| ------------------------------------------------------------- | ------------------------------------------------------------- | ------------------------------------------------------------- | ------------------------------------------------------------- | ------------------------------------------------------------- |
|                                                               | Sigurd Carlsson                                               | 302                                                           | 55,6                                                          |                                                               |
|                                                               | Sven Magnus Petersson                                         | 241                                                           | 44,4                                                          | ▼15,4%                                                        |
| Antal giltiga röster                                          | Antal giltiga röster                                          | 543                                                           |                                                               |                                                               |
| Kasserade röster                                              | Kasserade röster                                              | 69                                                            |                                                               |                                                               |
| Totalt                                                        | Totalt                                                        | 612                                                           |                                                               |                                                               |

Valet ägde rum den 13 september 1908. Valdeltagandet var 70,7%.